# Vikas (motor de foguete)
Vikas (palavra composta de partes do nome do cientista indiano VIKram Ambalal Sarabhai
 ) 
é a designação de uma família de motores de foguete de combustível líquido indiana, concebida e projetada pelo Liquid Propulsion Systems Centre na década de 1970. 
 
O desenho foi baseado na versão licenciada do motor Viking com o sistema de pressurização química.
 
As primeiras versões do Vikas usavam alguns componentes importados da França, que pouco mais tarde foram substituídos por componentes locais equivalentes.
 
Ele é usado nos sistemas de lançamento descartáveis: Polar Satellite Launch Vehicle (PSLV) e Geosynchronous Satellite Launch Vehicle (GSLV).